# AS Adema
AS ADEMA Analamanga is een Malagassische voetbalclub uit de hoofdstad Antananarivo. In 2002 bereikte de club de kwartfinale van de CAF Cup en verloor daar van het Egyptische Al-Masry.
Op 31 oktober 2002 won het een wedstrijd tegen SOE Antananarivo met 149-0. De goals werden echter allemaal door SOE zelf gescoord uit protest tegen een beslissing van de scheidsrechter.

## Erelijst
Landskampioen
in 2002, 2006, 2012
Beker van Madagaskar
Winnaar in 2007, 2008, 2009, 2010
Malagassische supercup
Winnaar: 2002, 2006, 2008